# Matthäus von Vieregg
Matthäus Carl Anton von Vieregg (* 1719 in Gerzen; † 2. März 1802 in Tutzing) war ein bayerischer Staatsmann.

## Herkunft und Privates
Matthäus von Vieregg entstammte der dritten Ehe Ferdinand Josephs Freiherrn von Vieregg mit Maria von Götzengrien. Ab dem 22. November 1747 war er Hofmarksherr in Tutzing. Am 14. Februar 1748 ehelichte er in Mannheim Maria Theresa Renata Chlotildis Baronin de Spontin des Comtes de Beaufort. 1750 übernahm er die Hauptpflegschaft und Inhaberschaft der Pfalz-Neuburgischen Lehen Hilpoltstein und Götzdorf.

## Politische Karriere
Matthäus von Vieregg war ein Jugendfreund des späteren bayerischen Kurfürsten Karl Theodor. 1759 wurde er zum Kommandanten der Parforcejäger ernannt. Daneben bekleidete er das Amt des Oberstallmeisters. 1776 wurde er Konferenzminister. Mit dem Herrschaftsantritts Karl Theodors in Bayern Ende Dezember 1777 übernahm er das Ministerium des Äußeren, sein Vorgänger Maximilian Franz Joseph von Berchem war kurz zuvor gestorben. Dabei opponierte von Vieregg gegen den Plan Karl Theodors Bayern bei den Habsburgern gegen die Österreichischen Niederlanden einzutauschen. Während des bayerischen Vikariats erfolgte am 1. März 1790 die Hebung in den Reichsgrafenstand. Das Amt des Außenministers hatte er bis zum Tode des Kurfürsten 1799 inne. Karl Theodors Nachfolger Maximilian IV. Joseph entließ ihn am 12. März 1799 und machte seinen Vertrauten Maximilian von Montgelas zum Nachfolger. Daraufhin zog sich Matthäus von Vieregg nach Tutzing zurück, wo er am 2. März 1802 verstarb.

## Mitgliedschaften und Auszeichnungen
- 1759: Ritter des Hubertusordens
- 1769: Komtur des Hausritterorden vom Heiligen Georg
- 1788: Ehrenmitglied der Bayerischen Akademie der Wissenschaften[2]